# Ter Haar (plaats)
Ter Haar is een kleine plaats in de gemeente Westerwolde in de provincie Groningen (Nederland), gelegen ten noorden van Ter Apel. Het was op papier het eindpunt van de Semslinie. In het gehucht staat een standerdmolen uit 1832.